# Yiğityolu, Karayazı
Yiğityolu là một xã thuộc huyện Karayazı, tỉnh Erzurum, Thổ Nhĩ Kỳ. Dân số thời điểm năm 2011 là 676 người.